# Johannes Malalas
Johannes Malalas (Grieks: Ἰωάννης Μαλάλας) (Antiochië, ~490 - Constantinopel, ~570) - Malalas is Syrisch voor redenaar - was een Byzantijns geschiedschrijver uit de late oudheid.
Malalas is vooral bekend als auteur van de Chronographia (Χρονογραφία), een achttiendelige kroniek, geschreven in het Grieks, waarvan het begin en het einde verloren zijn gegaan, die de geschiedenis tot aan de tijd van keizer Justinianus beschrijft.
De historische waarde van de Chronographia ligt vooral in het feit dat Malalas veel personen en gebeurtenissen beschrijft die niet in andere bewaard gebleven historische bronnen zijn overgeleverd. Tegelijkertijd beschrijft Malalas de gebeurtenissen op zo'n manier dat geschiedenis en legende nogal eens door elkaar lopen, zodat er bij hetgeen hij beschrijft veel onduidelijkheden overblijven voor wat betreft de historische loop der gebeurtenissen.
Literair gezien is het belang van de Chronographia dat dit het oudst bekende voorbeeld is van een Byzantijnse wereldkroniek. De Chronographia speelt daarmee een grote rol in de bestudering van de ontwikkeling van dit literaire genre.